# Homer el Mero Mero
Lucas Darío Giménez (Cutral Co, provincia del Neuquén; 5 de junio de 1990) más conocido por su nombre artístico Homer El Mero Mero, es un cantante, rapero y ocasional actor argentino, reconocido por su colaboración con la banda Bardero$ junto a C.R.O, su participación como miembro de la MDB Crew y por su carrera en solitario, en géneros como el rap, el RKT y el boom bap. Forma parte de colectivo de artistas conocido como MDBCrew, junto con C.R.O, Franky Style, Lil Troca y Chulu. Protagonizó junto con Real Valessa y Lautaro Rodríguez  el film Panash, estrenado en 2022 y dirigido por el alemán Christoph Behl.

## Biografía

### Inicios y década de 2010
Nacido el 5 de junio de 1990 en Neuquén, en la Patagonia argentina. Gracias a la influencia de su hermano Enzo Tomás Giménez, conocido como Lil Troca, y a la obra del rapero estadounidense The Notorious B.I.G., empezó a interesarse por las batallas de freestyle y a componer sus propias rimas. Al inicio de su carrera conoció al rapero C.R.O, con quien empezó a participar en competencias de duplas y en un certamen conocido como A cara de perro, organizado por el músico Mustafá Yoda. Para poder competir en el evento, escogieron el nombre de Bardero$.
En 2016 el dúo publicó su primer álbum compuesto por ocho canciones titulado Pure Drug, seguido por una gira promocional por varias localidades argentinas. Un año después inició su carrera como solista bajo el nombre artístico de Homer El Mero Mero con el lanzamiento del álbum Solo negocios, grabado en su natal Neuquén. Gracias a la acogida que tuvo el disco y sus colaboraciones con C.R.O, ambos músicos decidieron trasladarse a la capital Buenos Aires para continuar allí sus carreras. En 2019 publicó su segundo trabajo discográfico en calidad de solista, titulado En punga, del que destacan las canciones «Domingo» (con YSY A) y «Basado en hechos reales» (con Duki), las cuales alcanzaron millonarias reproducciones en la plataforma YouTube. El mismo año registró una colaboración con la cantante argentina Cazzu, en el sencillo «C14TORCE».

### Década de 2020
En 2020 grabó un nuevo álbum con la MDBCrew titulado La fiesta es de nosotros y presentó en marzo Me sueltan los ángeles con Bardero$ en el Billboard Latin Fest de Nueva York. A mediados del año fue el músico invitado a la trigésima sesión del productor musical Bizarrap, que registra cerca de treinta millones de reproducciones en YouTube. Algunas de sus canciones de 2020 lograron popularidad en dicha plataforma, como «La segunda», con Zaramay y Nahuel The Coach, y «La calle sonríe», al lado del artista mexicano Gera MX.
Paralelo a su carrera musical, y tras lograr éxito con canciones como «Titubeo», en colaboración con L-Gante, y «Vivimos como capos», con Yubeili y L-Gante, protagonizó la película Panash, del cineasta alemán Christoph Behl, un drama musical que reúne a otros artistas de la escena local como Real Valessa y Lautaro Rodríguez. El filme fue estrenado en Mar del Plata en noviembre de 2021 y en el resto del país en julio de 2022.
Ese año publicó El mundo es tuyo, su tercer disco como solista, conformado por veinte canciones, quince de las cuales son obras inéditas. En el disco participaron artistas como FMK, Tiago PZK, Fernando Costa, Nanpa Básico y Mir Nicolas, entre otros. También en 2022 estrenó Inmortales, nueva producción discográfica de Bardero$ presentada en el teatro Gran Rex el 12 de febrero. Ese mismo mes el dúo realizó una presentación en el Cosquín Rock, festival celebrado en Santa María de Punilla, Córdoba. En septiembre de 2022, los medios anunciaron que el dúo realizaría una gira nacional entre octubre y noviembre para promocionar el disco Inmortales. El último show de la gira se realizó en el Luna Park de Buenos Aires en el mes de noviembre.
Otros lanzamientos destacados del artista en 2022 incluyen los sencillos «Pensando en verte» y «Bando» con Bardero$, Pa tra RkT remix con callejero fino  Logi   con l gante y perro primo «Bandolera» con Kaleb Di Masi y Omar Varela, «Cementerio» con L-Gante, «Pura sangre» con Ayax y Prok, «Tu luna» con FMK y Tiago PZK, y el EP Tardes grises / 703 en formato acústico para CMTV.

### Actualidad
Homer el Mero Mero inició el año 2023 lanzando un sencillo llamado «Paquetes», acompañado de un videoclip, y publicando una canción en colaboración con Tornillo, titulada «Bélico». En el mes de marzo se reunió con La T y La M para el lanzamiento del sencillo «No vuelvo a caer», y un mes después publicó un nuevo EP a través de las compañías Nocita Music y Dale Play Records titulado Por clave el Cabezón, acompañado de un cortometraje de tres capítulos protagonizado por los actores Balthazar Murillo y Mauricio Paniagua. También en el mes de abril realizó presentaciones como solista en Ciudad de México, Guadalajara y Monterrey.
El mismo año registró colaboraciones con Lil Troca en «Pa' morir se nace», con Beto Sierra en «Bandido» y con Lefty SM en «Tu amor», publicó un EP titulado El mundo es tuyo (Live) y «Nacimos pa ganar» junto a Mesita,  a través de la discográfica DALE PLAY Records, en el que presenta diez canciones en directo en calidad de solista.

## Discografía

### Álbumes de estudio y EP
| Año  | Título                              | Colaboración                           |
| ---- | ----------------------------------- | -------------------------------------- |
| 2016 | Solo negocios                       | C.R.O, ERICK VK                        |
| 2019 | En punga                            | Dellalowla                             |
| 2022 | El mundo es tuyo                    | FMK, Tiago PZK, Nanpa Básico, Yubeilli |
| 2022 | Tardes grises / 703 (CMTV acústico) |                                        |
| 2023 | Por clave el Cabezón                |                                        |
| 2023 | El mundo es tuyo (Live)             |                                        |

### Sencillos
| Año  | Título                        | Colaboración                            |
| ---- | ----------------------------- | --------------------------------------- |
| 2016 | «V.I.P.»                      | Franky Style                            |
| 2016 | «E You Volá»                  |                                         |
| 2016 | «Licor & Drug$»               |                                         |
| 2016 | «Pecador»                     |                                         |
| 2017 | «Patagonia»                   |                                         |
| 2018 | «Pelando cobre»               |                                         |
| 2018 | «Argentina»                   |                                         |
| 2018 | «Mauricio»                    |                                         |
| 2018 | «Bazooca»                     |                                         |
| 2018 | «Mamá»                        |                                         |
| 2018 | «Para mi hermano»             |                                         |
| 2019 | «Barrio»                      |                                         |
| 2019 | «Caravana»                    |                                         |
| 2019 | «Killers»                     |                                         |
| 2019 | «22»                          |                                         |
| 2019 | «Malevo»                      |                                         |
| 2019 | «Los mismos de siempre»       | Grey Music Family                       |
| 2019 | «Libertad»                    |                                         |
| 2019 | «BigH»                        |                                         |
| 2019 | «Bullshit»                    |                                         |
| 2019 | «Solo por vos»                |                                         |
| 2019 | «Domingo»                     | YSY A                                   |
| 2019 | «Basado en hechos reales»     | Duki y Dellalowla                       |
| 2019 | «Detenido»                    | Pekeño77                                |
| 2019 | «Kawasaki»                    | Dellalowla                              |
| 2019 | «Dispuestos a morir»          | Natos y Waor                            |
| 2019 | «Buscados»                    | Foyone y Dellalowla                     |
| 2019 | «La Matanza»                  | Grey Music Family                       |
| 2020 | «Yeyo»                        | Yung Sarria                             |
| 2020 | «Tardes grises»               | Grey Music Family                       |
| 2020 | «Pistola$»                    | Neo Pistea                              |
| 2020 | «Lo que te hace feliz»        | Dellalowla                              |
| 2020 | «BZRP Music Sessions Vol. 30» | Bizarrap                                |
| 2020 | «Sig Sauer»                   | Pekeño77                                |
| 2020 | «Freestyle Session #11»       | Zaramay y Nahuel The Coach              |
| 2020 | «Bandido»                     | Negro Dub                               |
| 2020 | «Pasta y Rock and Roll»       | Dellalowla                              |
| 2020 | «Poeta»                       | Grey Music Family                       |
| 2020 | «Perdiendo el tiempo»         | Marcianos Crew y Duki                   |
| 2020 | «La segunda»                  | Zaramay y Nahuel The Coach              |
| 2020 | «La Rucu Rucu»                | Negro Dub                               |
| 2020 | «El abrazou/Bandido soy»      | Mala Fama                               |
| 2020 | «Domado Remix»                | Franux BB y Lil Troca                   |
| 2020 | «La calle sonríe»             | Gera MX                                 |
| 2021 | «Titubeo»                     | L-Gante                                 |
| 2021 | «Reggaeton Sessions #3»       | Fer Palacio                             |
| 2021 | «Bajo el sol»                 | DJ Tao                                  |
| 2021 | «Mala fortuna»                | Negro Dub                               |
| 2021 | «Santo»                       | Negro Dub                               |
| 2021 | «Fruto rojo»                  |                                         |
| 2021 | «Vivimos como capos»          | Yubeili y L-Gante                       |
| 2021 | «A 120»                       | Zica                                    |
| 2021 | «El mundo es tuyo»            |                                         |
| 2021 | «Los guachos en la esquina»   | Fernando Costa                          |
| 2021 | «Nada es para siempre»        |                                         |
| 2021 | «Perdón, mamá»                | Lil Troca y Dellalowla                  |
| 2021 | «Fuera de juego»              |                                         |
| 2021 | «Sembrando el terror Remix»   | DJ Alex, Tirri La Roca, Bandido         |
| 2022 | «Bandolera»                   | Kaleb Di Masi y Omar Varela             |
| 2022 | «Para el barrio»              | Team Mati                               |
| 2022 | «Pa' Tra Remix»               | Callejero Fino, L-Gante y Kaleb Di Masi |
| 2022 | «Cementerio»                  | L-Gante                                 |
| 2022 | «My Fucking Vida Loca»        | Tren Lokote                             |
| 2022 | «Cream»                       | Franky Style                            |
| 2022 | «Pura sangre»                 | Ayax y Prok                             |
| 2022 | «Tu luna»                     | FMK y Tiago PZK                         |
| 2022 | «Quisiera retroceder»         | Remik González                          |
| 2022 | «LQRA Session #8»             | La Loquera                              |
| 2023 | «Bélico»                      | Tornillo                                |
| 2023 | «Paquetes»                    |                                         |
| 2023 | «No vuelvo a caer»            | La T y La M                             |
| 2023 | «Tu amor»                     | Lefty SM                                |
| 2023 | «Hasta siempre»               |                                         |
| 2023 | «Bandido»                     | Beto Sierra                             |
| 2023 | «Alzypher Vol. 12»            | Alzada                                  |
| 2023 | «Lo que se fue»               |                                         |
| 2023 | «Pa' morir se nace»           | Lil Troca                               |

### Con Bardero$, MDBCrew y otros
| Año  | Título                         | Colaboración |
| ---- | ------------------------------ | ------------ |
| 2016 | Pure Drug                      | Bardero$     |
| 2020 | MDB - La fiesta es de nosotros | MDBCrew      |
| 2020 | Me sueltan los ángeles         | Bardero$     |
| 2021 | Casaparlante Session           | Casaparlante |
| 2022 | Inmortales                     | Bardero$     |
| 2022 | «Pensando en verte»            | Bardero$     |
| 2022 | «Bando»                        | Bardero$     |

## Filmografía
- 2022 - Panash